# Oxie och Skytts kontrakt
Oxie och Skytts kontrakt var ett kontrakt i Lunds stift inom Svenska kyrkan. Kontraktet upphörde 31 december 1973,
. då huvuddelen av församlingarna övergick i ett nybildat Skytts kontrakt.

## Administrativ historik
Kontraktet bildades 1962 av
hela Skytts kontrakt med
- Vellinge församling
- Fuglie församling
- Trelleborgs församling
- Maglarps församling
- Rängs församling
- Stora Hammars församling
- Håslövs församling
- Bodarps församling
- Västra Tommarps församling
- Skegrie församling
- Västra Alstads församling
- Fru Alstads församling
- Stora Slågarps församling
- Lilla Slågarps församling
- Dalköpinge församling
- Gislövs församling
- Bösarps församling
- Simlinge församling
- Hammarlövs församling
- Västra Vemmerlövs församling
- Gylle församling
- Kyrkoköpinge församling
- Skanörs församling
- Falsterbo församling

en del av Oxie kontrakt med
- Gessie församling
- Eskilstorps församling
- Arrie församling
- Hököpinge församling
- Västra Ingelstads församling
- Östra Grevie församling
- Mellan-Grevie församling
- Södra Åkarps församling
- Tygelsjö församling som 1974 övergick i Malmö kontrakt
- Västra Klagstorps församling som 1974 övergick i Malmö kontrakt

en församling ur Bara kontrakt
- Törringe församling